# Ilona Mitrecey
 (mars 2022).
Ilona Mitrecey, née le 1er septembre 1993 à Fontenay-aux-Roses (Hauts-de-Seine), est une chanteuse française dont l'œuvre est destinée aux enfants.
Deux ans après sa révélation avec le tube Un monde parfait, elle annonce mettre définitivement fin à sa carrière.

## Biographie
Ilona Mitrecey naît le 1er septembre 1993. Elle étudie au lycée Pasteur de Neuilly-sur-Seine. Son CD single Un monde parfait, titre enfantin sur des rythmes techno, sorti le 28 février 2005, devient, en mars 2005, numéro 1 des ventes en France. Il se vend à 1 520 000 exemplaires en France (Meilleure Vente Single de l'Année 2005 et de la décennie 2000-2010), devenant le 12e single le mieux vendu de tous les temps en France.
Son deuxième single, C'est les vacances, sort en juin 2005 et son troisième single, Dans ma fusée, en octobre 2005. Ce même mois paraît son premier album, Un monde parfait.
Ses chansons rencontrent un grand succès en Allemagne, où la musique électronique fait recette. Son succès s'observe jusqu'au Portugal, où elle reste en deuxième place pendant trois semaines.
Elle réalise également un duo avec sa petite sœur Maïlis sur la chanson On s'adore, que l'on retrouve dans son album Laissez-nous respirer. Dans ce même album, on trouve la chanson L'éléphant blanc qu'elle dédie au professeur Alain Deloche, président de l'association La Chaîne de l'espoir dont elle est alors l'une des marraines. Elle chante aussi pour plusieurs publicités.
Ilona ouvre indéniablement la voie à d'autres productions proposant le même style de chansons, comme Bébé Lilly ou encore Pigloo qui contrairement à elle, n'ont pas de représentant physique de leurs chansons. Bien que n'ayant proposé que très peu de prestations télévisuelles ou scéniques, Ilona est la seule chanteuse représentée dans ses clips par un personnage virtuel en images de synthèse et qui utilise sa véritable identité.
En 2007, elle annonce mettre un terme définitif à sa carrière de chanteuse afin de continuer ses études. En 2019, après avoir racheté les droits, plusieurs membres de l'équipe d'origine reprennent le nom et l'imagerie d'« Ilona » afin de commercialiser de nouvelles chansons et un album Magical World, sans la participation d'Ilona Mitrecey.

## Vie privée
Sa sœur Maïlis ainsi que son frère Nils chantent les chœurs de certains titres. 
Son père, Daniel Mitrecey, est chanteur du groupe de Canal+ et compose la musique de certains films de Max Pécas, pour qui il joue également. Il interprète la chanson Avalon de Bryan Ferry dans le film Belle-maman réalisé par Gabriel Aghion et sorti en 1999. Selon TV Magazine, son père est Jean-Pierre Mitrecey, cocréateur de l'émission Fort Boyard.
Sa mère, Sylvie Gauthier, travaille aux éditions Michel Lafon[réf. souhaitée].

## Discographie

### Albums
| 2005 | Un monde parfait - 1er album studio - Date de sortie : 10 octobre 2005      | 2  | 9 | 31 | 14 | 2 |
| 2006 | Laissez-nous respirer - 2e album studio - Date de sortie : 20 novembre 2006 | 70 | — | —  | —  | — |

### Singles
| Année | Single                | Classement | Classement              | Classement          | Classement | Classement | Classement | Classement | Album                 |
| Année | Single                | France     | France (Téléchargement) | Belgique (Wallonie) | Suisse     | Autriche   | Pays-Bas   | Allemagne  | Album                 |
| ----- | --------------------- | ---------- | ----------------------- | ------------------- | ---------- | ---------- | ---------- | ---------- | --------------------- |
| 2005  | Un monde parfait      | 1          | 5                       | 1                   | 3          | 3          | 92         | 2          | Un monde parfait      |
| 2005  | C'est les vacances    | 2          | 6                       | 3                   | 6          | —          | —          | 61         | Un monde parfait      |
| 2005  | Dans ma fusée         | 3          | —                       | 13                  | 34         | —          | —          | —          | Un monde parfait      |
| 2005  | Noël, que du bonheur  | 5          | —                       | 10                  | —          | —          | —          | —          | Un monde parfait      |
| 2006  | Allo, allo            | 10         | —                       | 35                  | —          | —          | —          | —          | Un monde parfait      |
| 2006  | Laissez-nous respirer | 16         | —                       | —                   | —          | —          | —          | —          | Laissez-nous respirer |
| 2006  | Chiquitas             | 13         | —                       | —                   | —          | —          | —          | —          | Laissez-nous respirer |

### DVD
| Année | Information                                                                                  | Classement |
| Année | Information                                                                                  | France     |
| ----- | -------------------------------------------------------------------------------------------- | ---------- |
| 2005  | Un monde parfait - DVD contenant les clips vidéo de Ilona - Date de sortie : 5 décembre 2005 | 4          |